# 첸게르구

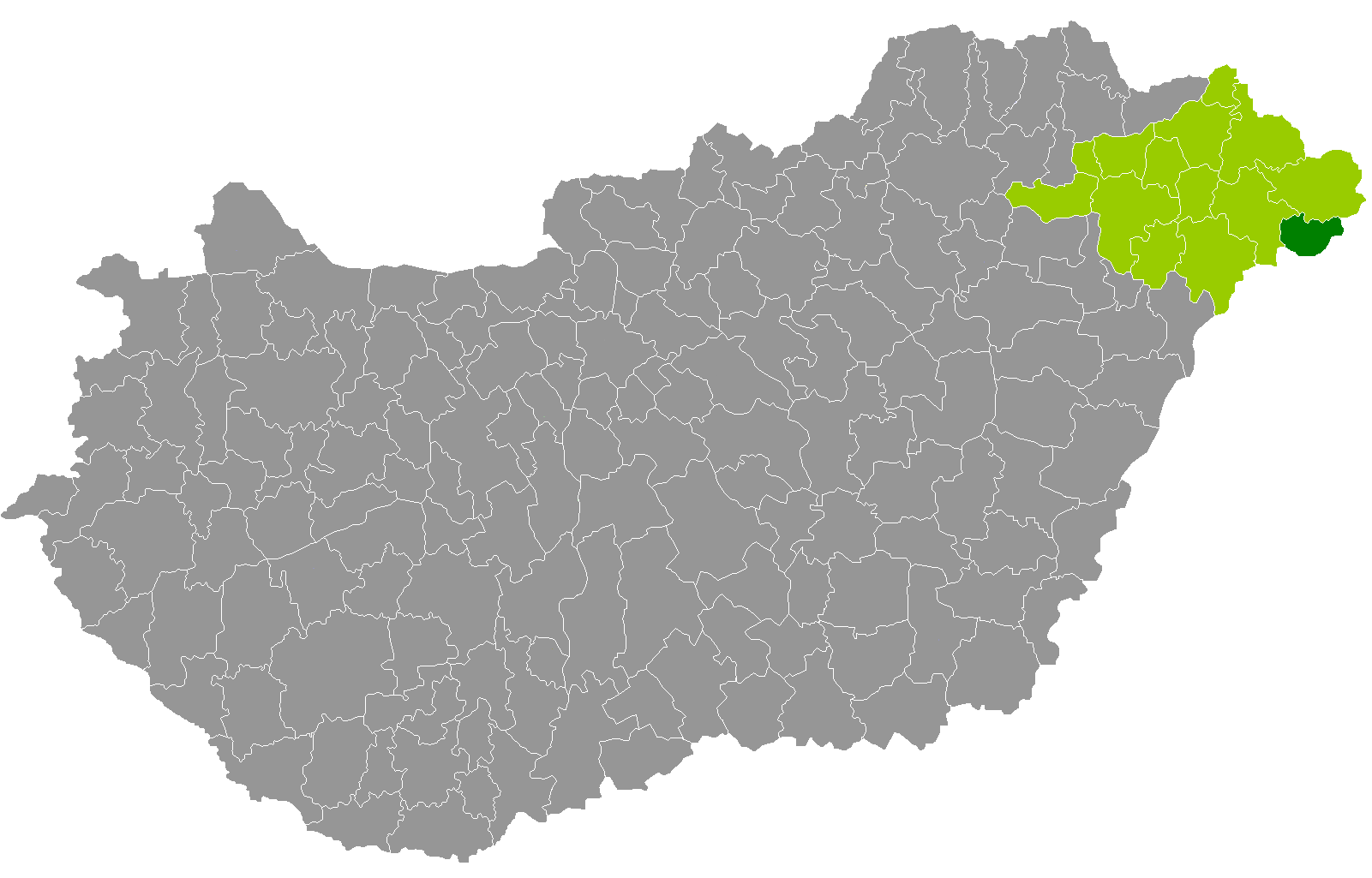
서볼치서트마르베레그주 지도에 표시된 첸게르구의 위치

첸게르구(헝가리어: Csengeri járás)는 헝가리 서볼치서트마르베레그주에 위치한 구로 구청 소재지는 첸게르이며 면적은 246.51km2, 인구는 13,485명(2011년 기준), 인구 밀도는 55명/km2이다.
서쪽으로는 마테설커구, 북쪽으로는 페헤르저르머트구와 접하며 동쪽과 남쪽으로는 루마니아와 국경을 접한다. 11개 지방 자치체(1개 시, 10개 마을)를 관할한다.

구 문장